# Wednesday Morning, 3 AM
Wednesday Morning, 3 AM är Simon & Garfunkels första studioalbum, utgivet 19 oktober 1964. Albumet är producerat av Tom Wilson och det är inspelat 10 mars, 17 mars och 31 mars samma år.
Första gången albumet gavs ut i USA floppade det rejält. Enligt uppgift såldes bara 3 000 exemplar. Det var först efter att producenten Tom Wilson spelat in elgitarr, basgitarr och trummor på låten "The Sound of Silence" och den klättrat upp överst på Billboard-listan i december 1965 som albumet började sälja på allvar. 
Albumet nådde Billboard-listans 30:e plats i januari 1966, efter att "The Sound of Silence" hade blivit en hit. 
På UK Albums Chart nådde albumet 24:e platsen i november 1968.

## Låtlista
Sida 1
1. "You Can Tell the World" (Bob Camp/Bob Gibson) – 2:45
2. "Last Night I Had the Strangest Dream" (Ed McCurdy) – 2:11
3. "Bleecker Street" (Paul Simon) – 2:46
4. "Sparrow" (Paul Simon) – 2:49
5. "Benedictus" (traditional) – 2:41
6. "The Sound of Silence" (Paul Simon) – 3:06

Sida 2
1. "He Was My Brother" (Paul Kane) – 2:49
2. "Peggy-O" (traditional) – 2:25
3. "Go Tell It on the Mountain" (traditional) – 2:06
4. "The Sun Is Burning" (Ian Campbell) – 2:49
5. "The Times They Are a-Changin'" (Bob Dylan) – 2:53
6. "Wednesday Morning, 3 A.M." (Paul Simon) – 2:13

Bonusspår på den remastrade CD-utgåvan från 2001
1. "Bleecker Street" (demo) – 2:46
2. "He Was My Brother" (alternativtagning 1) – 2:52
3. "The Sun Is Burning" (alternativtagning 12) – 2:47

## Medverkande
Musiker
- Paul Simon – akustisk gitarr, banjo, sång
- Art Garfunkel – sång
- Barry Kornfeld – akustisk gitarr
- Bill Lee – akustisk bas

Produktion
- Tom Wilson – producent
- Roy Halee – ljudtekniker